# Мишович, Владимир
Владимир Мишович (серб. Владимир Мишовић; род. 2001, Панчево, Воеводина) — сербский ватерполист, вратарь клуба «Црвена звезда» и сборной Сербии. Чемпион Олимпийских игр 2024 года.

## Карьера
На клубном уровне Владимир Мишович с 2024 года играет за ватерпольный клуб «Црвена звезда».
С 2023 года играет в сборной страны. На чемпионате мира 2023 года в Фукуоке сербы в четвертьфинале обыграли итальянцев в послематчевой серии штрафных бросков, но уступили 7:13 в полуфинале грекам, а затем и проиграли матч за бронзу Испании со счетом 6:9. В составе сборной Сербии играл Владимир Мишович.
На Олимпийских играх 2024 года в Париже сербы в финале встретились с Хорватией и победили 13-11. Владимир Мишович был запасным вратарём на протяжении всего трунира, за 20 секунд до конца финального матча заменил основного вратаря Радослава Филиповича, стал чемпионом Олимпийских игр.